# Bogdan Słomiński
Bogdan Słomiński (ur. 26 września 1952 w Gościnie) – polski aktor teatralny, filmowy i telewizyjny.

## Życiorys
W 1978 został absolwentem Wydziału Aktorskiego PWSFTviT im. Leona Schillera w Łodzi. Tematem pracy dyplomowej były Polskie inscenizacje dramatu ‘Nadobnisie i Koczkodany’ Stanisława Ignacego Witkiewicza.
Rok przed ukończeniem studiów debiutował w jeleniogórskim Teatrze im. Cypriana Kamila Norwida rolą Kapitana w sztuce Androkles i lew G.B. Shaw’a w reżyserii Henryka Tomaszewskiego. Grał w Jeleniej Górze nieprzerwanie do 1980 roku.
Teatr im. Jana Kochanowskiego to kolejny etap jego pracy artystycznej (1.09.1980 – 31.08.1981). Grał m.in. w przedstawieniach reżyserowanych przez Mikołaja Grabowskiego, w których stworzył kreacje Hrabiego (Wesele Figara autorstwa P. Beaumarchais) i Porucznika (Damy i huzary Aleksandra Fredry). Kolejny sezon (1.09.1981 – 31.08.1982) zdobywał doświadczenie na deskach poznańskiego Teatru Polskiego, gdzie również współpracował z Mikołajem Grabowskim.
W 1982 roku został aktorem Teatru im. Juliusza Słowackiego w Krakowie, gdzie spędził 22 lata. Miał okazję współpracować z wieloma wybitnymi twórcami polskiej sztuki teatralnej (J. Goliński, T. Nowakowski, A. Strzelecki, A. Pawłowski, T. Piasecki, B. Sass i inni).
Od 2003 roku współpracuje z krakowską sceną offową (Teatr Dialog, Towarzystwo Teatralne Miszung, Teatr Atelier i STEN – Stowarzyszenie Teatrów Nieinstytucjonalnych). W tym okresie swej pracy artystycznej grał m.in. w Antygonie Sofoklesa (rola Terezjasza), Dżumie Alberta Camus (Rambert), Józefie K na podstawie Procesu Franza Kafki (ZZ) i Kartotece Tadeusza Różewicza (Bohater).
Od 2010 roku w stałym zespole Starego Teatru im. Heleny Modrzejewskiej w Krakowie.
Ponadto, grał w filmach – takich, jak choćby w Vabank II, czyli Riposta (1984), Samo niebo (2001) i Szanse finanse (2005). Jest też znany z roli Dandysa w serialu telewizyjnym Klinika pod Wyrwigroszem (2000–2001) i udziału w Kryminalnych (2004–2008).
Jego dotychczasowy dorobek artystyczny to około 70 ról teatralnych, udział w ponad 30 produkcjach filmowych i telewizyjnych, w tym w wielu spektaklach Teatru Telewizji oraz 11 kampaniach reklamowych.
Członek władz Związku Artystów Scen Polskich.

## Filmografia
- 1984: Vabank II, czyli riposta – „celnik niemiecki”
- 2001: Samo niebo – Bartosz (odc. 1)
- 2001: Klinika pod Wyrwigroszem – paparazzi Patryk Dandys (odc. 6)
- 2005: Szanse finanse (odc. 6)
- 2005: Kryminalni – „Mariano” (odc. 37)
- 2009: Naznaczony – prokurator Warnicki (odc. 7)
- 2009–2010: Majka – porucznik Kozłowski
- 2010: Święty interes – Gustaw Rembowski
- 2010: Heniek – prezes